# マーガレット・ハウエル
マーガレット・ハウエル（Margaret Howell CBE, 1946年9月5日 -）は、イギリス・イングランド出身のファッションデザイナー、または彼女が立ち上げたファッションブランドである。機能性を重視した、シンプルかつモダンなデザインの服で知られている。
本項目ではイギリスの現地法人Margarett Howell Ltd.についても記述する。

## 来歴
マーガレット・ハウエルは1946年9月5日、サリー州タッドワースにて、弁護士事務所に勤める事務員の父親とドレスショップ店員の母親のもとに、三人姉妹の一人として生まれた。
1965年、ゴールドスミス・カレッジで美術学位を取得。卒業後にアクセサリーの制作を開始し、それらはヴォーグをはじめとする雑誌で取り上げられた。 ハウエルが本格的に衣服を手掛けるようになったのは、フリーマーケットで売られていた1920年製のシャツを見つけたのがきっかけだった。そのシャツの出来栄えの良さに感銘を受けた彼女は1972年、ロンドン南東部ブラックヒースにてメンズシャツの製造・販売を始める。彼女が手掛けたシャツは、当時イギリスにおいて主流であったプレスのきいたシャツとは異なり、プレスをきかせていない、ゆったりとしたシルエットをもつものだった。のちにこれはイギリス版ヴォーグで取り上げられ、ハウエルは「イギリスの伝統を打ち破ったデザイナー」として初めて評価されることになる。
1973年にはブラックヒースにワークショップを開設し、卸売りを開始。このワークショップの顧客の中にはラルフ・ローレンやポール・スミスといった世界的に有名なデザイナーも含まれていた。1976年、ハウエルは顧客の一人であった実業家ジョセフ・エテッドギーの支援を受け、ロンドンのサウスモルトン・ストリートに初のメンズショップをオープン。続いて1980年にはセントクリストファーズ・プレイスにウィメンズショップをオープンした。1982年にはアメリカに進出し、ニューヨーク市マンハッタンに出店。1983年には「デザイナー・オブ・ザ・イヤー」を受賞。1996年にはロンドンファッションウィークで初のコレクションを発表した。
2007年に大英帝国勲章(三等勲爵士, CBE)を受勲した他、ロイヤル・ソサエティ・オブ・アーツ(王立技芸学会)より工業ロイヤルデザイナー(Royal Designer for Industry)に選出された。2010年にはロンドン芸術大学より名誉博士号を取得。2013年にはUCA芸術大学の名誉教授となり、2015年には母校ゴールドスミス・カレッジより名誉フェローの称号を授与されている。

## 私生活
ハウエルはファッションデザイナーとして活動を始めた当初からのビジネスパートナーであるポール・レンショー(Paul Renshaw)と1974年に結婚したが、3年後の1987年に離婚している。

## ブランド

### ブランドの各ライン
マーガレット・ハウエル (MARGARET HOWELL)
- メンズ・レディースのメインライン。

MHL.(エムエイチエル)
- 2003年の秋冬シーズンよりスタートしたカジュアルライン。ワークウェアやユニフォームを現代的にアレンジしたスタイルが特徴[15]。

マーガレット・ハウエル プラス (MARGARET HOWELL PLUS)
- 2010年に誕生したコラボレーションライン。他業種のデザイナーとのコラボ商品を発表している[16]。

ハウスホールドグッズ (HOUSEHOLD GOODS)
- 雑貨ライン[17]。

マーガレット・ハウエル アイディア(MARGARET HOWELL idea)
- 日本でのライセンス販売による服飾雑貨ライン[18]。
- (株)ヤマニよりバッグ、シチズン時計より腕時計、(株)モーダ・クレアより靴が販売されている[18]。

### ブランドショップ
2020年現在、下記の国と地域にブランドショップを持つ。
イギリス(ロンドン、6店舗)、フランス(パリ、2店舗)、イタリア(フィレンツェ、1店舗)、日本(後述)、台湾(台北、1店舗)、韓国(ソウル、2店舗)

## 日本での展開
日本では1981年、イギリス法人のMargaret Howell Ltd.が株式会社アングローバルとライセンス契約を締結し、日本でのブランド展開を開始。1983年、青山に路面店を出店。1999年には神南に旗艦店、2009年には代官山にMHL.のオンリーショップがオープンした。2014年には世田谷区と吉祥寺にカフェ併設店がそれぞれオープンしている。また、Margaret Howell Ltd.は1990年に株式の過半数をアングローバルに売却し、同社の子会社となっている。

### 主な店舗
※日本公式サイト内店舗リストより引用。（表記なしはウィメンズのみ・MHL.は両方展開）
北海道
- MARGARET HOWELL 札幌 三越
- MARGARET HOWELL 札幌 ステラプレイス (MEN'S & LADYS)
- MHL 札幌 パルコ

東北
- MARGARET HOWELL 弘前 ヒロロ (MEN'S & LADYS)
- MARGARET HOWELLエスパル (MEN'S & LADYS)
- MHL 仙台 エスパル

関東
- MARGARET HOWELL 浦和 伊勢丹
- MARGARET HOWELL 千葉 そごう
- MARGARET HOWELL 柏 高島屋 ステーションモール (MEN'S & LADYS)
- MARGARET HOWELL 船橋 東武
- MARGARET HOWELL 横浜 ニュウマン(MEN'S & LADYS)
- MARGARET HOWELL 横浜 そごう
- MHL 大宮 ルミネ
- MHL ラゾーナ川崎プラザ
- MHL 横浜 ルミネ

東京
- MARGARET HOWELL 丸の内　(MEN'S & LADYS)
- MARGARET HOWELL 東京 大丸
- MARGARET HOWELL 日本橋 三越
- MARGARET HOWELL 銀座 松屋 (MEN'S & LADYS)
- MARGARET HOWELL 神南　(MEN'S & LADYS)
- MARGARET HOWELL 渋谷 ヒカリエ ShinQs
- MARGARET HOWELL 新宿 伊勢丹  (MEN'S & LADYS)
- MARGARET HOWELL 池袋 東武 　(MEN'S & LADYS)
- MARGARET HOWELL 吉祥寺 東急　(MEN'S & LADYS)
- MARGARET HOWELL SHOP ＆ CAFE 二子玉川 ライズ (MEN'S & LADYS)
- MARGARET HOWELL SHOP ＆ CAFE 吉祥寺 (MEN'S & LADYS)
- MARGARET HOWELL 銀座 GINZA SIX (MEN'S & LADYS)
- MARGARET HOWELL 新宿 ニュウマン (MEN'S & LADYS)
- MARGARET HOWELL 町田 小田急
- MHL 代官山
- MHL 新宿 ルミネ
- MHL 池袋ルミネ
- MHL 有楽町 ルミネ

北陸・甲信越
- MARGARET HOWELL 富山 大和
- MARGARET HOWELL 金沢 大和
- MARGARET HOWELL 新潟 伊勢丹 (MEN'S & LADYS)
- MHL 金沢 フォーラス

東海
- MARGARET HOWELL 静岡  (MEN'S & LADYS)
- MARGARET HOWELL 名古屋 ラシック (MEN'S & LADYS)
- MARGARET HOWELL 名古屋 高島屋
- MHL 名古屋 ラシック
- MHL 名古屋 タカシマヤ ゲートタワーモール

近畿
- MARGARET HOWELL 京都 大丸
- MARGARET HOWELL 京都 伊勢丹 (MEN'S & LADYS)
- MARGARET HOWELL SHOP & CAFE グラングリーン 大阪 (MEN'S & LADYS)
- MARGARET HOWELL 大阪 高島屋 (MEN'S & LADYS)
- MARGARET HOWELL 梅田 阪急
- MARGARET HOWELL 梅田 阪急MEN'S
- MARGARET HOWELL 心斎橋 大丸
- MARGARET HOWELL あべの ハルカス
- MARGARET HOWELL SHOP & CAFE グラングリーン 大阪　(MEN'S & LADYS)
- MARGARET HOWELL 神戸 大丸  (MEN'S & LADYS)
- MARGARET HOWELL 西宮 阪急
- MHL 藤井大丸
- MHL なんば パークス
- MHL 大阪グランフロント
- MHL 神戸ミント

中国・四国
- MARGARET HOWELL 岡山 天満屋
- MARGARET HOWELL 広島　 (MEN'S & LADYS)
- MARGARET HOWELL 高松
- MARGARET HOWELL 松山

九州・沖縄
- MARGARET HOWELL SHOP ＆ CAFE 天神　 (MEN'S & LADYS)
- MARGARET HOWELL 福岡天神 大丸
- MARGARET HOWELL 小倉 井筒屋
- MARGARET HOWELL 長崎 ハマクロス411  (MEN'S & LADYS)
- MARGARET HOWELL 熊本 鶴屋  (MEN'S & LADYS)
- MARGARET HOWELL 大分 トキハ
- MARGARET HOWELL 鹿児島 マルヤガーデンズ
- MHL 博多 アミュプラザ
- MHL 福岡 パルコ
- MHL ワンフクオカビル
- MHL 小倉井筒屋
- MHL 熊本 鶴屋
- MHL 沖縄 パルコシティ

MARGARET HOWELL店舗でも MHL.の取り扱いあり